# 雷德戴克海崖
78°48′S 162°19′E / 78.800°S 162.317°E
雷德戴克海崖（英語：Red Dike Bluff），是南極洲的海崖，位於維多利亞地的希拉里海岸，處於斯凱爾頓冰川東岸，在1957年由新西蘭探險隊發現，現時由南極條約體系管理。